# منتخب بريطانيا لكرة السلة
منتخب بريطانيا لكرة السلة هو ممثل بريطانيا الرسمي في المنافسات الدولية في كرة السلة. ينتمي إلى منطقة الاتحاد الأوروبي لكرة السلة. انضم إلى الاتحاد الدولي لكرة السلة في عام 2005.

## البطولات التي شارك فيها
- كرة السلة في الألعاب الأولمبية الصيفية
- بطولة أمم أوروبا لكرة السلة